# Гіпермнезія
Гіпермнезі́я — патологічне загострення пам'яті, що проявляється у мимовільному пригадуванні та відтворенні численних, давно забутих, не актуальних для хворого подій. Поряд із терміном «гіпермнезія» використовується «гіпертимезія» (англ. hyperthymesia, або англ. highly superior autobiographical memory (HSAM), виняткова автобіографічна пам'ять).

## Причини
Гіпермнезія, як симптом, найчастіше проявляється при таких станах і хворобах:
- сп'яніння (алкогольне або наркотичне);
- депресія;
- стан гіпнотичного сну;
- шизофренія;
- маніакальні стани;
- інфекційні психічні розлади.

## Клінічні прояви
При гіпермнезії патологічне пожвавлення пам'яті супроводжується значним послабленням запам'ятовування поточної, актуальної інформації. Спогади мають переважно чуттєво-образний характер. Події, що фігурують у них, зазвичай логічно між собою не пов'язані.
В залежності від клінічного контексту існує низка варіантів Г.: афективна патологія, галюцинаційні стани, стани сплутаної свідомості.
Гіпермнезія може проявлятись вибірково, наприклад, постійним чітким відтворенням спогадів з раннього дитинства.
Гіпермнезію не варто плутати з феноменальною пам'яттю, оскільки останню не вважають патологією.